# Горичева, Карина Хаважевна
Карина Хаважевна Горичева (род. 8 апреля 1993, Талды-Курган) — казахстанская тяжелоатлетка, выступающая в весовой категории до 63 кг. Бронзовый призёр летних Олимпийских игр 2016 года в Рио-де-Жанейро, призёр чемпионата мира в рывке, дважды серебряный призёр летней Универсиады (2013, 2017), двукратный призёр молодёжного чемпионата мира.

## Карьера
Карина начала заниматься тяжёлой атлетикой в пятнадцать лет. Окончила республиканскую школу-интернат для одаренных в спорте детей. Серебряный (2011) и бронзовый (2012) призёр юниорского чемпионата мира, бронзовый призёр юниорского чемпионата Азии (2012). Серебряный призёр Летней Универсиады 2013 года в Казани.
На чемпионате мира 2013 года стала четвёртой, показав результат 107+135=242 кг. На чемпионате мира 2014 года завоевала малое золото в рывке (113 кг), но 133 кг в толчке позволили Карине стать лишь шестой в общем зачёте. Летом 2014 года Горичева была близка к попаданию на пьедестал летних Азиатских игр. По сумме двух упражнений казахстанская тяжелоатлетка показала результат 247 кг. Такой же результат оказался и у северокорейской спортсменки Чо Бок Хян, при этом Горичева оказалась чуть тяжелее своей соперницы, в результате чего Карина осталась на 4-м месте. На чемпионате мира 2015 года замкнула тройку в рывке (112 кг), но 132 кг в толчке позволили Горичевой стать лишь пятой в общем зачёте.
В 2016 году на летних Олимпийских играх в Рио-де-Жанейро Горичева уверено выиграла бронзовую медаль в соревнованиях в категории до 63 кг, уступив лишь рекордсменке мира китаянке Дэн Вэй и северокорейской спортсменке Чхве Хё Сим. Для попадания в число призёров Горичевой хватило результата в 243 кг.
Мастер спорта Республики Казахстан международного класса. В настоящее время студентка Казахского государственного женского педагогического университета в городе Алма-Ата по специальности педагог-психолог.
В начале ноября 2018 года на чемпионате мира в Ашхабаде казахстанская спортсменка в весовой категории до 64 кг завоевала малую бронзовую медаль в рывке, взяв вес 107 кг. В итоговом протоколе она оказалась на 8-м месте.